# Wolf-Dieter Lehmann

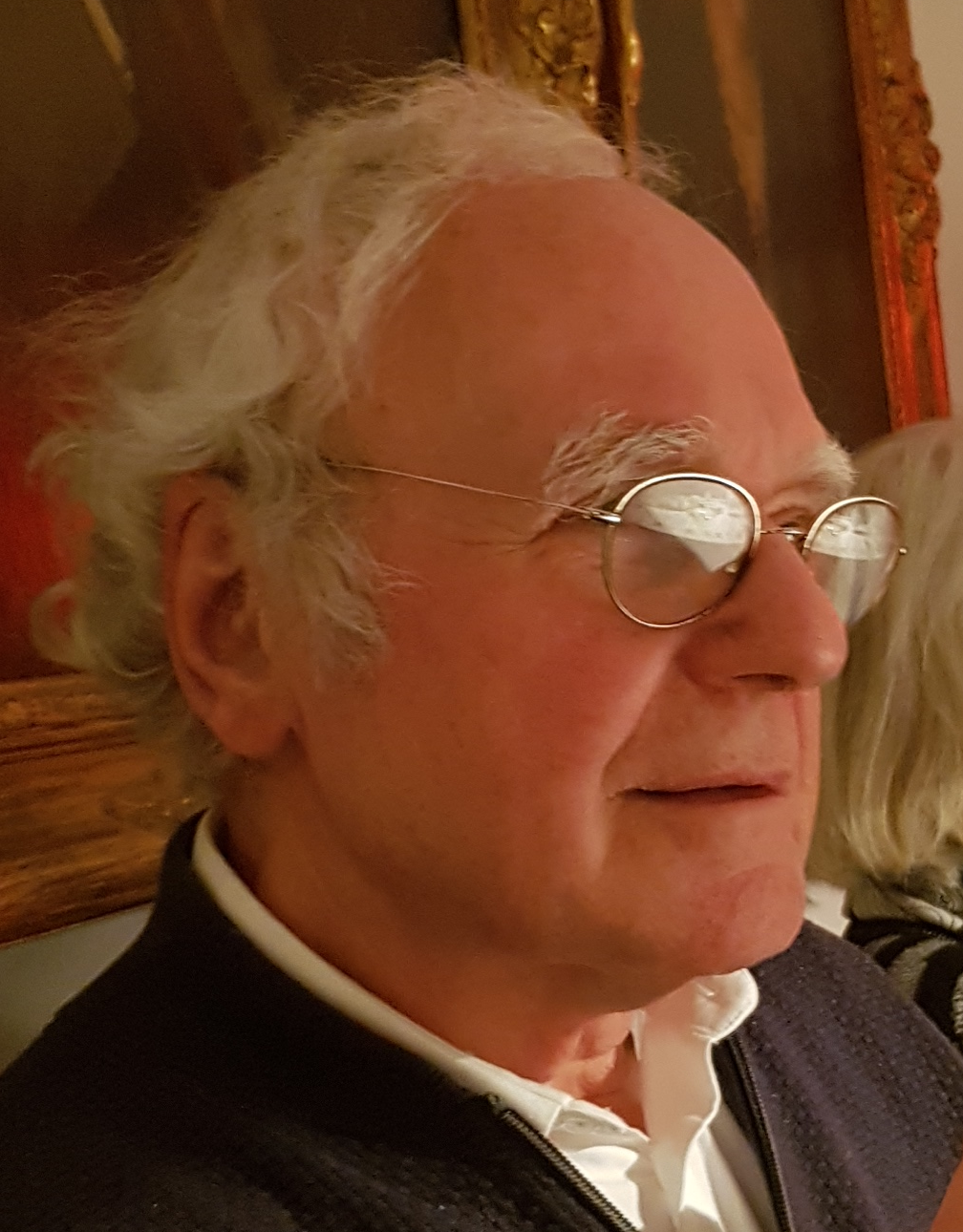
Wolf-Dieter Lehmann

Wolf-Dieter Lehmann (* 12. März 1948 in Heilbronn)  ist ein deutscher Wissenschaftler im Bereich der Massenspektrometrie und deren Anwendung in den Lebenswissenschaften.

## Leben
Lehmann studierte Chemie in Bonn und Zürich, wurde 1975 in Bonn in Physikalischer Chemie promoviert und publizierte als Post-Doc erste Beiträge zur
Quantitativen Massenspektrometrie in den Lebenswissenschaften.
Von 1978 bis 1989 war er am Universitätskrankenhaus Eppendorf in Hamburg tätig und habilitierte sich 1987 an der Universität Hamburg.
Ab 1989 arbeitete er am Deutschen Krebsforschungszentrum in Heidelberg, wurde 1994 apl. Professor an der Medizinischen Fakultät der Universität Heidelberg, wo er Biochemie lehrte und Kurse über
bioanalytische Anwendungen der Massenspektrometrie gab. Zuletzt war er als Gruppenleiter im Deutschen Krebsforschungszentrum in Heidelberg tätig. Heute ist er emeritierter Professor der Universität Heidelberg.
Lehmann ist Autor von über 170 wissenschaftlichen Veröffentlichungen, darunter zwei Monographien und wurde mit dem Life Science Award ausgezeichnet.